# 泥浴

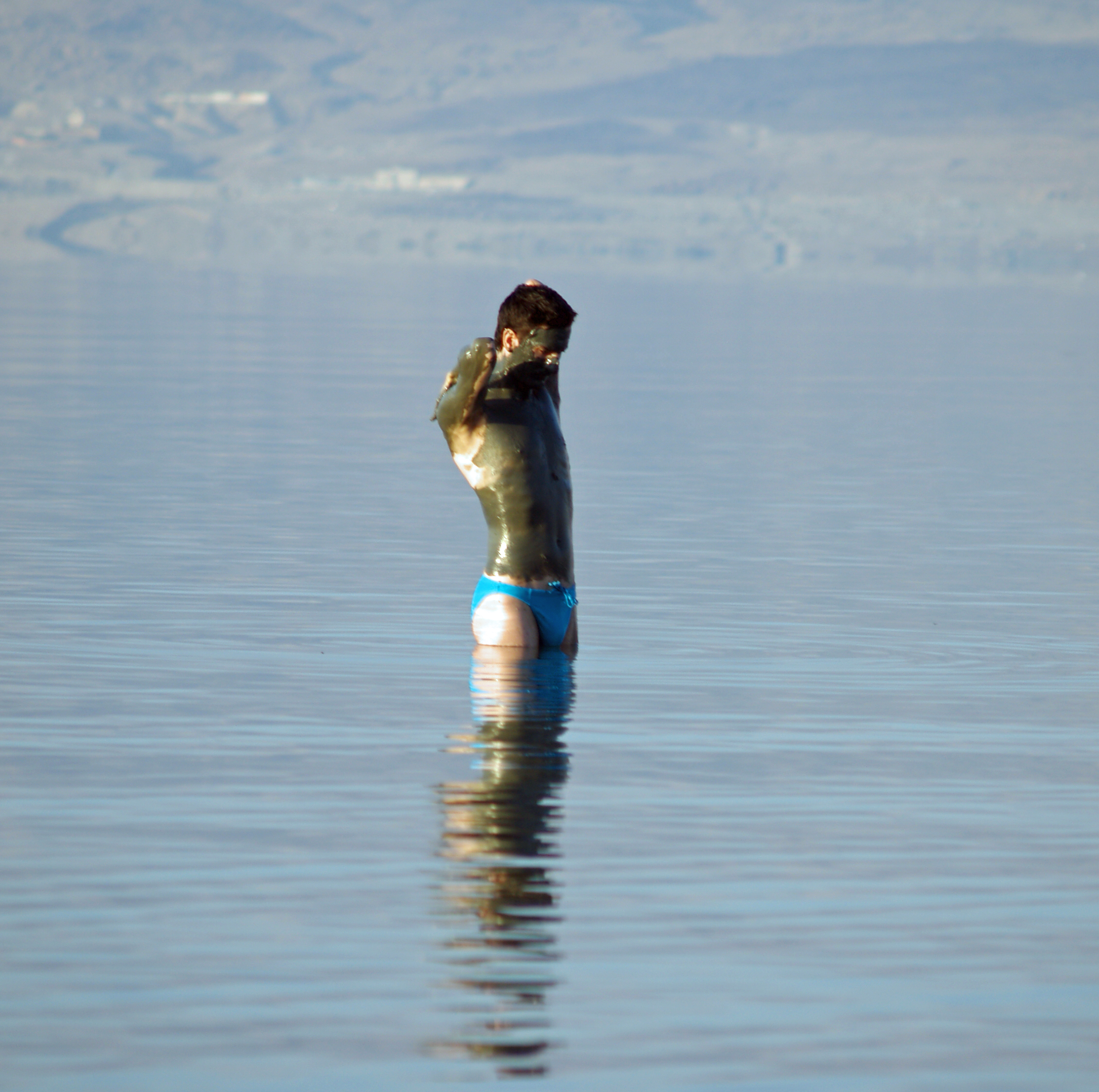
死海边的泥浴

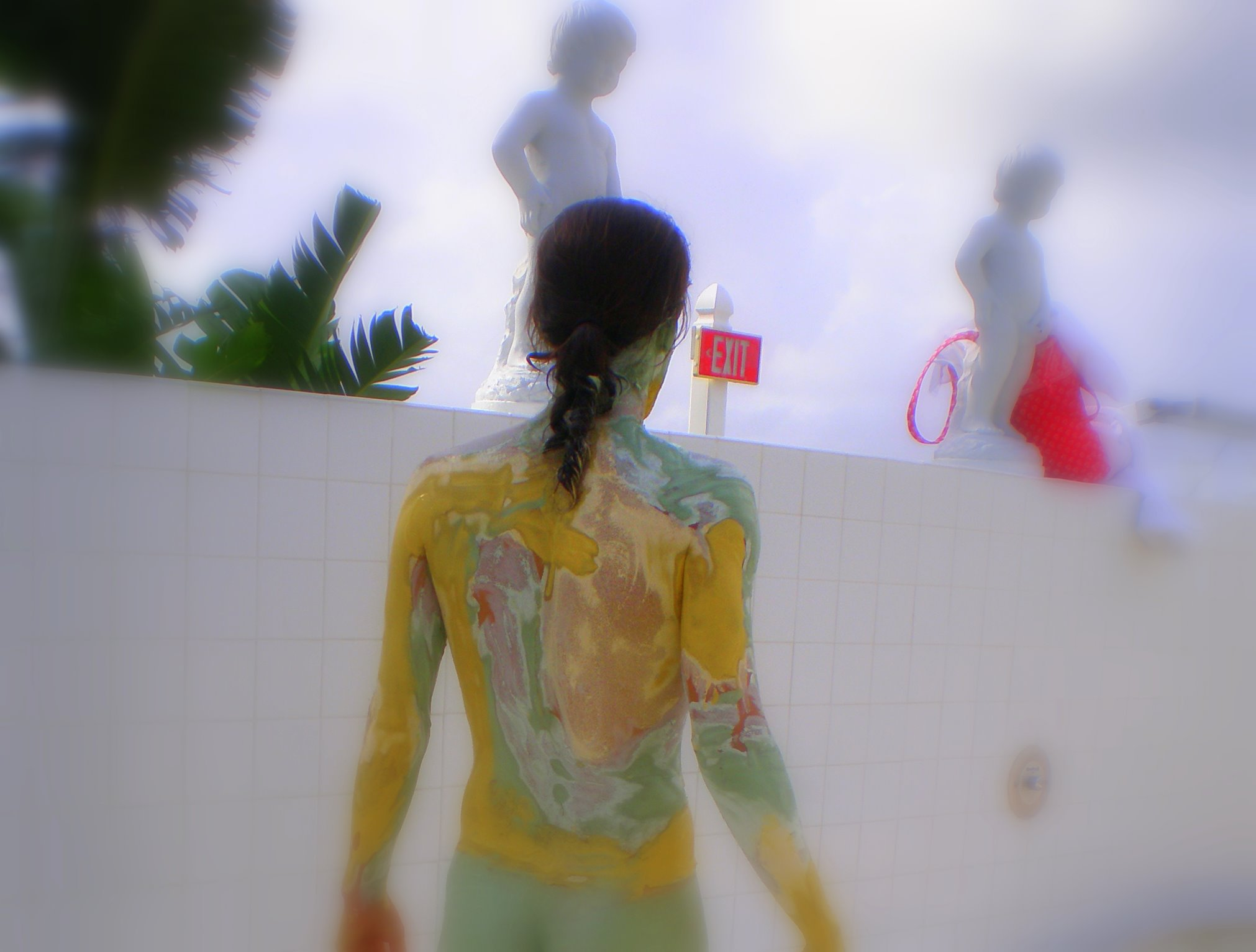
在邁阿密海灘的泥浴

泥浴是在泥中洗澡的方式，一般出自涌出的温泉中伴有火山灰的地区。泥浴已有數千年歷史，现在一些高端水疗会所也提供泥浴服务。
部分海滨地区、温泉地区（如卡利托斯加、納帕郡）、泥火山（如迪加島、 埃爾托圖莫火山），以及淡水湖或咸水湖边会有泥浴服务。